# Julia Drusi Caesaris Filia
Pour les articles homonymes, voir Julia.
Julia Drusi Caesaris Filia (Latin: IVLIA•DRVSI•CAESARIS•FILIA (née en 5 ap. J.-C., morte en 43 ap. J.-C.), était la fille de Julius Caesar Drusus et de Livilla et la petite-fille de l’empereur Tibère.

## Biographie
À l’époque de la mort d’Auguste en 14, Julia était malade. Avant de mourir, Auguste demanda à sa femme Livie si elle était rétablie.
En 20, Julia épousa son cousin Nero Iulius Caesar, le fils de Germanicus et d’Agrippine l'Aînée. Le mariage semble avoir été malheureux et fut une victime des machinations de Séjan qui exploita son intimité avec Livilla pour manigancer contre la famille de Germanicus. Selon Tacite, 

« Que le jeune homme parlât, qu'il se tût, on trouvait du crime à son silence, du crime à ses discours. La nuit même, ses dangers ne cessaient pas ; s'il veillait, s'il dormait, s'il poussait un soupir, sa femme en rendait compte à Livie (Livilla) sa mère, et celle-ci à Séjan. »

— Tacite, Annales, 4.60
Plus tard, en 29, en raison des intrigues de Séjan et sur l’insistance de Tibère, Nero et Agrippine furent accusés de trahison. Nero fut déclaré ennemi public par le sénat et enchaîné dans une litière fermée. Il fut emprisonné sur l’île de Ponza. L’année suivante il fut exécuté ou poussé au suicide. Dion Cassius signale que Julia fut fiancée à Séjan, ce qui fut démenti par Tacite dont l’autorité doit être préférée. Séjan fut condamné et exécuté sur ordre de Tibère le 18 octobre 31.
En 33, Julia épousa Gaius Rubellius Blandus, un chevalier qui fut consul suffect en 18 et plus tard proconsul d’Afrique. Leurs enfants furent : Gaius Rubellius Plautus et Rubellius Blandus , contemporain de Juvenal. 
Autour de 43, un agent de la femme de l’empereur Claude, Messaline, l’accusa faussement d’inceste et d’immoralité. L’empereur, son oncle Claude, sans lui laisser l’occasion de se défendre, la fit exécuter. Sa parente Pomponia Graecina porta le deuil pendant quarante jours en acte de résistance à l’empereur.

## Sources
- (en) Cet article est partiellement ou en totalité issu de l’article de Wikipédia en anglais intitulé « Julia (daughter of Drusus the Younger) » (voir la liste des auteurs).